# Sterculia striata
Sterculia striata, também conhecida por chichá-do-cerrado, pau-rei, amendoim-de-macaco, é uma árvore da subfamília Sterculioideae (Malvaceae). Também conhecida como sapucaia, castanha-de-macaco, mendubi-guaçu (MT), arachachá (MG), castanheiro-do-mato.
Altura de 8–15 m, com tronco de 40 cm de diâmetro. Ocorre na região amazônia até São Paulo e Rio de Janeiro, de madeira pesada e pouco resistente. Produz anualmente frutos avermelhados que se abrem e contém castanhas, que são consumidas pelo homem e pela fauna. Planta pioneira de rápido crescimento e tolerante a terrenos secos e pedregosos.